# Astrid Pinel
Astrid Pinel Bellino (Choluteca, 13 de septiembre de 1993) es una modelo y animadora digital hondureña. Destacada por sus participaciones en importantes pasarelas internacionales.

## Biografía y carrera
Nació en Choluteca, el 13 de septiembre de 1993. Sus padres eran ambos médicos. A temprana edad dejó Choluteca para mudarse con su madre a Tegucigalpa, lugar donde asegura que no pudo adaptarse. De joven utilizó aparatos ortopédicos en las piernas, para mejorar su andar. Se graduó de la Macris School, en Tegucigalpa, en el año 2011, y posteriormente estudió animación en la Universidad Veritas en San José, Costa Rica. Durante su estancia en la universidad, una modelo costarricense, Estefanía Gutiérrez, se le acercó y le preguntó si le interesaba el modelaje, Astrid presentó unas fotografías a una agencia de modelaje, donde fue rechazada, pero posteriormente firmó un contrato con una agencia de modelaje. A la edad de 21 años, participó en la Mercedes-Benz Fashion Week, representando a la agencia High Select Model Management; desde entonces, Pinel ha sido recurrente en las pasarelas centroamericanas e internacionales.
En 2017, presentó su cuento ilustrado Tales of the Travelling Footprints, que escribió junto a su compañera María Fernanda Fuentes.
Estuvo involucrada en el desarrollo del videojuego Kaha Kamasa de la desarrolladora hondureña Arkoses Games, bajo la dirección de Erick Reyes Marín. Donde ejerció como animadora de fondos.